# Tętnica bębenkowa górna
Tętnica bębenkowa górna (łac. arteria tympanica superior) – w anatomii człowieka gałąź tętnicy oponowej środkowej. Jest jedną z tętnic zaopatrujących jamę bębenkową.
Tętnica bębenkowa górna odchodzi od naczynia macierzystego w pobliżu gałęzi skalistej (łac. ramus petrosus), nad otworem kolcowym. Następnie wchodzi przez otwór górny kanalika bębenkowego do kanalika bębenkowego i, biegnąc z nerwem skalistym mniejszym, dostaje się na sklepienie jamy bębenkowej. Tutaj przekształca się w sieć gałązek zespalających się z innymi tętniczkami zaopatrującymi jamę bębenkową, tzn. tętnicą bębenkową przednią, tętnicą bębenkową tylną, tętnicą bębenkową dolną oraz gałęzią szyjno-bębenkową tętnicy szyjnej wewnętrznej.